# Jardín botánico Orquideario Soroa
El Jardín Botánico Orquideario Soroa es un Orquideario de unos 35 000 m², con más de 20 000 ejemplares, que se encuentra en la provincia de Artemisa, Cuba.
El código de identificación del Jardín Botánico Orquideario Soroa en el "Botanic Gardens Conservation International" (BGCI) es SOROA.

## Localización
El orquideario de Soroa, está ubicado al oeste de la ciudad de La Habana, dentro del territorio de la Reserva de la Biosfera Sierra del Rosario. 
Se encuentra en las afueras de la población de Soroa, municipio de Candelaria, provincia de Artemisa. Se accede mediante la autopista Habana-Pinar del Río.
Jardín Botánico Orquideario de Soroa, Apartado Postal No.5, Municipio de Candelaria, Provincia de Artemisa Cuba.
Planos y vistas satelitales.22°34′59.8800″N 083°39′59.7600″O / 22.583300000, -83.666600000

## Historia
La creación del jardín se remonta al año 1943 por un abogado de origen canario nombrado Tomás Felipe Camacho, miembro de la Sociedad Cubana de Orquídeas afiliada a la American Orchid Society y a la Eastern Orchid Congress. 
Esta personalidad fue muy conocida por su extensa colección de orquídeas que constaba de unos 18 000 ejemplares, incluyendo a casi todos los Dendrobiums conocidos, tanto especies como híbridos. 
Así, reunió una gran colección de estas plantas procedentes de Asia y todas las Américas. 
En los últimos años del siglo XX, se ha convertido en un centro de experimentación que está administrado por el Ministerio de Ciencia, Tecnología y Medio Ambiente de Cuba.

## Colecciones
Aquí en este recinto podemos encontrar dispuestas sobre troncos de árboles como se pueden observar en su medio natural, o en umbráculos protegidas del exceso de luz solar y del aire, con 130 especies de orquídeas cubanas, así como 700 especies de otras partes del mundo.
Entre otras Encyclia bocourtii, descubierta para la ciencia en la Sierra del Rosario, a finales del siglo XX.
El centro cuenta con una completa biblioteca especializada en las especies de la familia Orchidaceae.

## Actividades
En el Orquideario de Soroa se hacen estudios detallados de cada espécimen y se realizan estudios encaminados a acelerar su propagación, mediante el cultivo de tejidos "in vitro" y reintroducción en su medio natural. 
Aquí también se obtienen por cruzamientos nuevas variedades y todas estas actividades se aprovechan como aula docente para la formación de nuevos especialistas forestales. 